# Game On (esposizione)
Game On è una mostra itinerante dedicata alla storia e cultura dei videogiochi, la prima grande esposizione internazionale del suo genere.
Venne allestita per la prima volta nel 2002 al Barbican Centre di Londra, ed è stata ospitata da molte altre città del mondo, come ad esempio Helsinki, Chicago, Hong Kong, San Paolo, Buenos Aires, Tokyo e Roma. Al 2017 aveva accumulato un totale di più di 3,4 milioni di visitatori in tutto il mondo.
Nel 2010 venne lanciata in parallelo Game On 2.0, una versione più ricca nei contenuti. Entrambe le mostre continuano a essere organizzate da Barbican International Enterprises, che le noleggia alle istituzioni ospitanti. Complessivamente sono stati organizzati in media circa due allestimenti all'anno, ciascuno della durata di diversi mesi.

## Contenuti

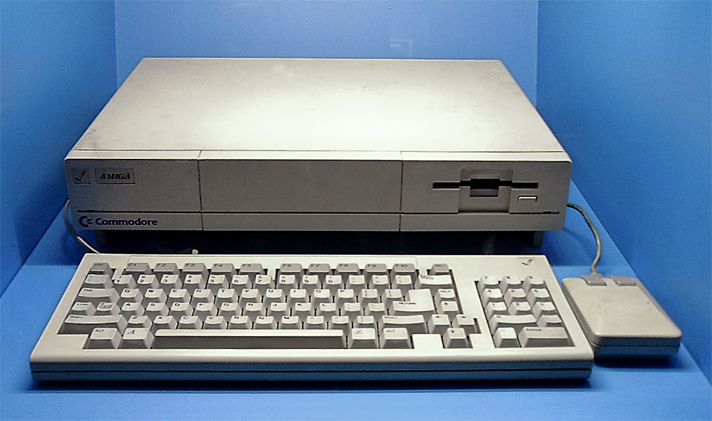
Un Amiga 1000 esposto alla prima esposizione del 2002

Game On realizza con i videogiochi una mostra d'arte, e punta a far rivivere l'intera storia dei videogiochi attraverso le opere più significative. La mostra è interattiva e molti dei giochi esposti sono liberamente utilizzabili dal pubblico. Le macchine storiche sono accompagnate da pannelli informativi che ne raccontano vicissitudini e aneddoti e da concept art originali. L'evento è rivolto sia agli adulti sia ai bambini.
Il medium dei videogiochi viene mostrato da diverse prospettive. Viene portata l'attenzione anche sul processo creativo dei videogiochi, valorizzandoli come esempi di prodotti di design. Sono analizzate influenze e connessioni con altre forme di intrattenimento, come cinema, animazione e fumetti.
La mostra si è più volte ristrutturata nel corso degli anni, ed è evoluta in modo da essere aggiornata anche con gli sviluppi più recenti del mondo dei videogiochi.
Secondo dati aggiornati al 2018, la Barbican International Enterprises propone la mostra per una durata di almeno tre mesi e un'area espositiva di circa 800-1500 m². Tutto il materiale viene trasportato alle sedi di allestimento in tre container standard da 40 piedi, o quattro nella versione Game On 2.0.

## Ideazione
La realizzazione di una mostra a carattere artistico sui videogiochi, ma non su scala internazionale, era riuscita già nel 1989 al Museum of the Moving Image statunitense, con Hot Circuits: A Video Arcade Exhibition, seguita da altre iniziative locali.
L'idea della mostra itinerante venne concepita nel 1998, quando Lucien King della Rockstar Games propose a sir Mark Jones, direttore dell'ente pubblico scozzese National Museums Scotland, di creare un'esposizione sui videogiochi. Il progetto fu subito apprezzato dal Barbican Centre, che collaborò con King e Jones. Ai tempi del primo Game On (2002), il videogioco non era ancora universalmente riconosciuto come forma d'arte, per cui c'era dello scetticismo sull'iniziativa. Comunque l'evento registrò un notevole numero di visite, dimostrando la propria validità, mantenutasi nel tempo.
Game On 2.0 si deve a Neil McConnon, in passato a capo della Barbican International Enterprises, che negli anni ha potenziato la mostra e ne ha favorito l'ascesa a fenomeno mondiale. Fin dall'inizio McConnon era intenzionato a rinforzare il rapporto tra arte e videogiochi, e tentò di creare un contesto culturale ampio ed eterogeneo. Secondo McConnon l'evento serve anche a ricordare agli sviluppatori i tanti collegamenti del mondo dei videogiochi con altri tipi di intrattenimento. In un'intervista del 2015 di The Guardian dichiarò che "per le istituzioni culturali, riconoscere i videogiochi è parte di un progetto più ampio, ossia riconoscere gli aspetti della cultura popolare contemporanea più significativi e con importanti implicazioni, e raggiungere un pubblico più vasto".

## Edizioni
Elenco completo delle edizioni (aggiornato a inizio 2022).
| Versione    | Stato       | Città          | Inizio            | Fine              |
| ----------- | ----------- | -------------- | ----------------- | ----------------- |
| Game On     | Regno Unito | Londra         | 16 maggio 2002    | 15 settembre 2002 |
| Game On     | Regno Unito | Edimburgo      | 17 ottobre 2002   | 2 febbraio 2003   |
| Game On     | Paesi Bassi | Tilburg        | 28 maggio 2003    | 24 agosto 2003    |
| Game On     | Finlandia   | Helsinki       | 18 settembre 2003 | 14 dicembre 2003  |
| Game On     | Francia     | Lilla          | 19 maggio 2004    | 8 agosto 2004     |
| Game On     | Israele     | Tel Aviv       | 26 settembre 2004 | 1 gennaio 2005    |
| Game On     | Stati Uniti | Chicago        | 4 marzo 2005      | 5 settembre 2005  |
| Game On     | Stati Uniti | San Jose       | 30 settembre 2005 | 2 gennaio 2006    |
| Game On     | Stati Uniti | Chicago        | 1 febbraio 2006   | 27 aprile 2006    |
| Game On     | Stati Uniti | Seattle        | 26 maggio 2006    | 31 agosto 2006    |
| Game On     | Regno Unito | Londra         | 20 ottobre 2006   | 25 febbraio 2007  |
| Game On     | Cina        | Hong Kong      | 21 luglio 2007    | 7 ottobre 2007    |
| Game On     | Australia   | Melbourne      | 6 marzo 2008      | 13 luglio 2008    |
| Game On     | Australia   | Brisbane       | 17 novembre 2008  | 15 febbraio 2009  |
| Game On     | Taiwan      | Kaohsiung      | 18 luglio 2009    | 31 ottobre 2009   |
| Game On     | Belgio      | Bruxelles      | 22 dicembre 2009  | 18 aprile 2010    |
| Game On     | Irlanda     | Dublino        | 20 settembre 2010 | 30 gennaio 2011   |
| Game On     | Messico     | Monterrey      | 1 maggio 2011     | 3 luglio 2011     |
| Game On     | Brasile     | San Paolo      | 10 novembre 2011  | 8 gennaio 2012    |
| Game On     | Brasile     | Brasilia       | 26 gennaio 2012   | 26 febbraio 2012  |
| Game On     | Portogallo  | Lisbona        | 16 marzo 2012     | 29 luglio 2012    |
| Game On     | Cile        | Santiago       | 27 marzo 2013     | 15 maggio 2013    |
| Game On     | Argentina   | Buenos Aires   | 12 luglio 2013    | 3 novembre 2013   |
| Game On     | Canada      | Montreal       | 16 aprile 2015    | 13 settembre 2015 |
| Game On     | Giappone    | Tokyo          | 1 marzo 2016      | 31 maggio 2016    |
| Game On     | Rep. Ceca   | Praga          | 21 settembre 2018 | 31 marzo 2018     |
| Game On     | Cina        | Shenzhen       | 18 agosto 2018    | 14 ottobre 2018   |
| Game On     | Cina        | Chengdu        | 6 luglio 2019     | 20 ottobre 2019   |
| Game On     | Spagna      | Madrid         | 25 novembre 2019  | 31 maggio 2020    |
| Game On 2.0 | Australia   | Launceston     | 3 luglio 2010     | 3 ottobre 2010    |
| Game On 2.0 | Grecia      | Atene          | 16 dicembre 2010  | 16 marzo 2011     |
| Game On 2.0 | Stati Uniti | Portland       | 2 luglio 2011     | 18 settembre 2011 |
| Game On 2.0 | Norvegia    | Sandnes        | 25 febbraio 2012  | 2 settembre 2012  |
| Game On 2.0 | Ungheria    | Budapest       | 8 ottobre 2012    | 8 gennaio 2013    |
| Game On 2.0 | Canada      | Toronto        | 3 marzo 2013      | 2 settembre 2013  |
| Game On 2.0 | Svezia      | Stoccolma      | 25 ottobre 2013   | 28 settembre 2014 |
| Game On 2.0 | Regno Unito | Newcastle      | 23 maggio 2015    | 3 gennaio 2016    |
| Game On 2.0 | Norvegia    | Oslo           | 10 marzo 2016     | 29 gennaio 2017   |
| Game On 2.0 | Italia      | Roma           | 4 marzo 2017      | 4 giugno 2017     |
| Game On 2.0 | Brasile     | San Paolo      | 15 agosto 2017    | 15 novembre 2017  |
| Game On 2.0 | Brasile     | Rio de Janeiro | 1 dicembre 2017   | 25 febbraio 2018  |
| Game On 2.0 | Regno Unito | Newcastle      | 25 maggio 2019    | 4 settembre 2019  |
| Game On 2.0 | Paesi Bassi | Groninga       | 2 ottobre 2021    | 6 marzo 2022      |